# 土生秀治
土生 秀治（はぶ ひではる、1896年（明治29年）8月23日 - 1984年（昭和59年）1月16日）は、大日本帝国陸軍軍人。最終階級は陸軍少将。

## 経歴
1896年（明治29年）に広島県で生まれた。陸軍士官学校第31期、陸軍大学校第42期卒業。1939年（昭和14年）3月に陸軍航空士官学校教官に就任し、1940年（昭和15年）8月1日に陸軍航空兵大佐進級と同時に飛行第45戦隊長に着任。1941年（昭和16年）12月5日に兼第23軍飛行隊長（支那派遣軍）となり、太平洋戦争に出征した。
1942年（昭和17年）4月に防衛参謀に転じ、1944年（昭和19年）6月18日に鉾田教導飛行師団司令部附となり、8月1日に陸軍少将に進級した。同年8月21日には独立第15飛行団長（関東軍・第2航空軍）に就任。1945年（昭和20年）5月16日に第12飛行師団長心得（航空総軍・第6航空軍）に就任し、山口県小月に部隊を展開して終戦を迎えた。
1947年（昭和22年）11月28日、公職追放仮指定を受けた。